# 佩达西
佩达西（西班牙語：Pedasí）是巴拿马洛斯桑托斯省的一个城镇，位于太平洋沿岸。